# Kagami Biraki

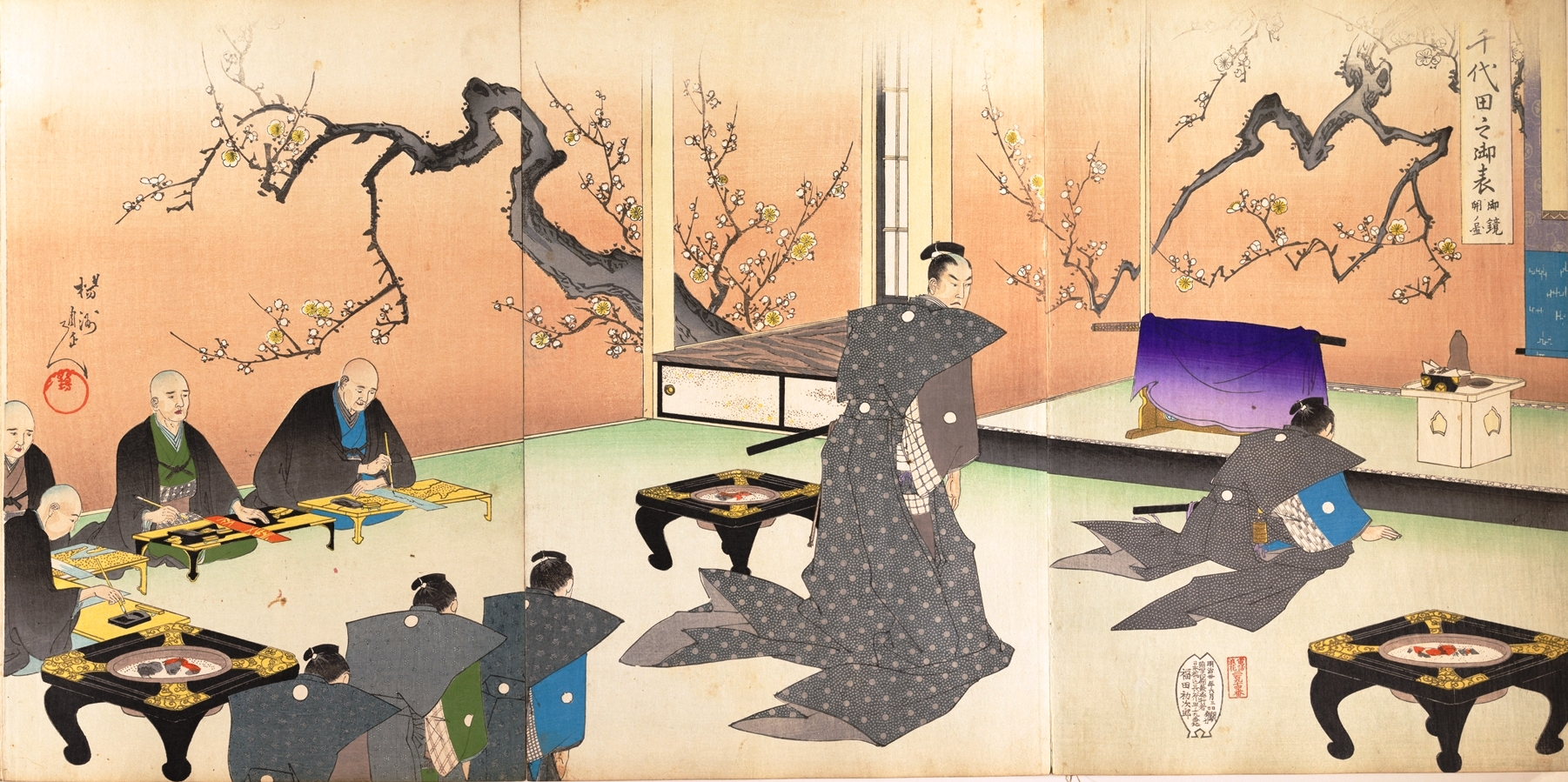
Kagami-Birakiceremonie in het Edokasteel

Kagami Biraki (Japans: 鏡開き, kagamibiraki) betekent letterlijk: de spiegel openen. Het is een feestelijke gebeurtenis, waarbij er een vat sake wordt aangebroken. Een andere naam is Kagami Wari, dit betekent de spiegel openenbreken.

## Geschiedenis
De eerste keer dat Kagami Wari werd gedaan was rond het begin van de 18de eeuw. De vierde Tokugawa Shogun verzamelde zijn hoogste krijgslieden daimyo (大名) in zijn kasteel te Edo (江戸). Hier werd de ceremonie als voorbereiding op een oorlog gedaan. De oorlog werd overtuigend gewonnen, waarna het ritueel werd ingevoerd.
In Japan wordt de nieuwjaarsperiode beschouwd als een van de meest belangrijke periodes van het jaar en de Kagami Biraki valt hiermee samen. Volgens traditie wordt dit gehouden op de tweede zondag van januari en wordt meestal gevierd met het aanbieden van de Mochi (een geconcentreerde, ronde rijstcake). De mannen bieden het aan hun harnassen en vrouwen aan hun spiegels.
Soms lijken vertalingen nergens op te slaan tot je bekend wordt met de Japanse cultuur en je het verhaal achter de drie belangrijke symbolen van de Japanse folklore probeert te begrijpen. Het eerste symbool is de spiegel, de tweede is hemellichaam en het derde is het zwaard. Japanse legendes vertellen het verhaal van een zekere god die niet meer in de gratie was bij de andere goden door zijn ongewone wreedheid. Deze godheid werd verbannen en vond uiteindelijk een schuilplaats in een afgelegen grot waar hij een spiegelachtig object vond. Dit object dwong hem ertoe om naar zichzelf te kijken, zijn acties moest inzien door dieper in zichzelf te kijken en een verklaring te vinden voor zijn wreedheid. Na een aantal jaar van zelf reflectie keerde de godheid terug bij de andere goden die onmiddellijk merkten dat hij grote veranderingen had ondergaan in zijn manier van doen en karakter
Uiteindelijk werd het beeld van een spiegel gebruikt om de 'gewone mensen' te vertellen dat zij altijd naar zichzelf moeten kijken alsof ze in een spiegel keken en daarmee zichzelf beoordelen voor wat ze daadwerkelijk zijn. Deze manier van persoonlijke reflectie is een uitstekende manier om iemands eigen persoonlijkheid en karakter te verbeteren.

## Nu
Tegenwoordig wordt de ceremonie vlak na nieuwjaar gehouden. Het is de eerste belangrijke festiviteit na nieuwjaar samen met het slaan van de rijst voor de rijstcakes. Verder is het een activiteit die plaatsvindt wanneer er een trouwerij is, of bij gelegenheden als een groot sportevenement of de opening van een nieuwe fabriek.
De handeling die verricht wordt is het openslaan van een van tevoren geprepareerd deksel. 
De belangrijkste personen voor de ceremonie krijgen ieder een hamer.
Hiermee slaan ze tegelijkertijd op de deksel.
De deksel die zo geprepareerd is dat deze makkelijk breekt valt gebroken in het vat waarbij er sake uit het vat spat.
De sake die over de rand spoelt is een teken van geluk.
Nu worden met een houten lepel houten bakjes gevuld met sake.
Wanneer de sake uitgedeeld is aan de genodigden volgt er een Kampai (Kanpai), ofwel proost.

## Materialen
- Masu en lepel voor het uitdelen van de sake.
- Happi coat, die gedragen wordt tijdens het openslaan van het vat.
- De materialen voor het openen van het vat zoals een grote houten hamer.